# Entdeckung Amerikas
Als  Entdeckung Amerikas wird die erste Sichtung des amerikanischen Doppelkontinents durch Seefahrer aus der Alten Welt nach der abgeschlossenen Besiedlung durch die Vorfahren der Ureinwohner Amerikas bezeichnet. Auch die Entdeckung Grönlands, das geografisch zu Nordamerika gehört, fällt nicht unter diesen Begriff.
Obwohl bekannt ist, dass bereits im Jahr 1021 Grænlendingar – unter Leif Eriksson – amerikanischen Boden betraten, gilt Christoph Kolumbus als Entdecker Amerikas, da erst nach seiner Entdeckung der Karibik am 12. Oktober 1492 die kontinuierliche europäische Erkundung und Eroberung sowie dann auch Wahrnehmung der Landmasse Amerikas als Kontinent begann, weshalb dieses Datum einen Wendepunkt in der Menschheitsgeschichte markiert.
Derzeit wird als erster Europäer, der das amerikanische Festland in der Neuzeit erreichte, Giovanni Caboto angesehen, der als John Cabot für England reiste und 1497 Neufundland fand. Es gibt Hinweise auf frühere (Wieder-)Entdecker wie Didrik Pining und João Vaz Corte-Real. Als eigener Kontinent wurde Amerika erst 1507 vom Italiener Amerigo Vespucci erkannt und noch im selben Jahr vom deutschen Kartografen Martin Waldseemüller nach diesem mit „America“ benannt.
Aus welthistorischer Sicht erfolgte die erstmalige Entdeckung und Besiedlung Amerikas durch Menschen nach der bisherigen Lehrmeinung vor 12.000 Jahren über die Beringstraße durch Bewohner Nordostasiens, ihre Nachkommen sind die amerikanischen Ureinwohner. Neuere Forschungen und Funde lassen auch weitere Besiedlungen schon vor 15.000 Jahren an der südlichen Pazifikküste Südamerikas von Ozeanien aus oder vor mehr als 20.000 Jahren mit dem Südäquatorialstrom aus Westafrika als möglich erscheinen.

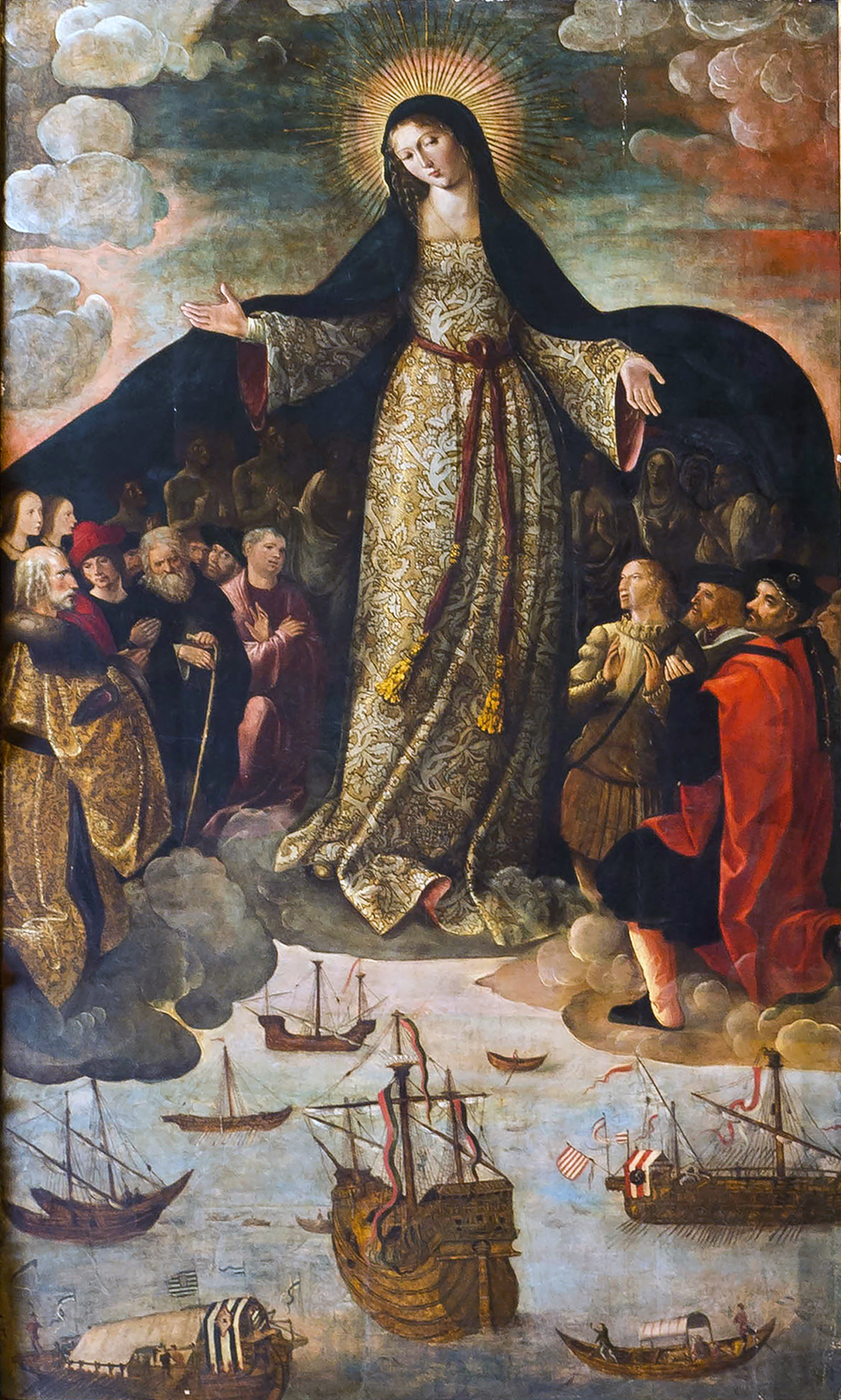
Die Jungfrau der Seefahrer älteste Darstellung der Entdeckung Amerikas, ca. 1510

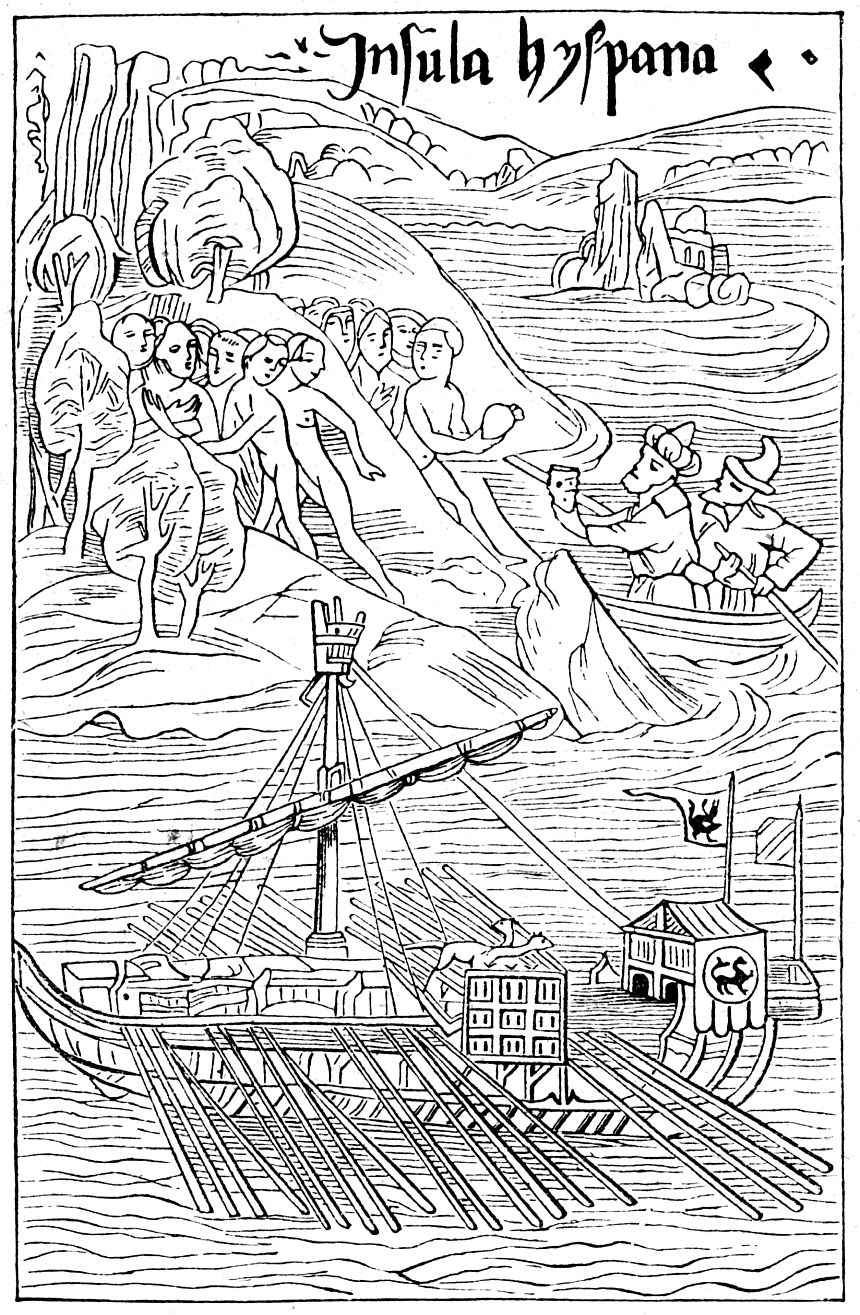
Kolumbus landet auf Guanahani (Holzschnitt)

Die ersten Entdecker gingen über die Beringstraße (engl. Animation)

## Sicher belegte Entdeckungsfahrten

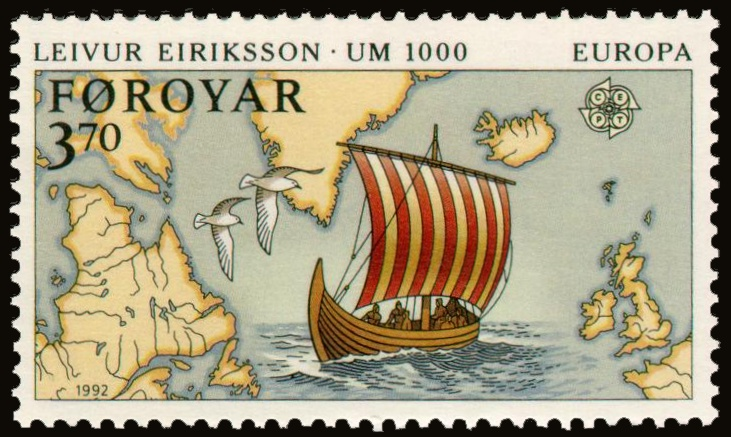
Briefmarke der Färöer-Inseln

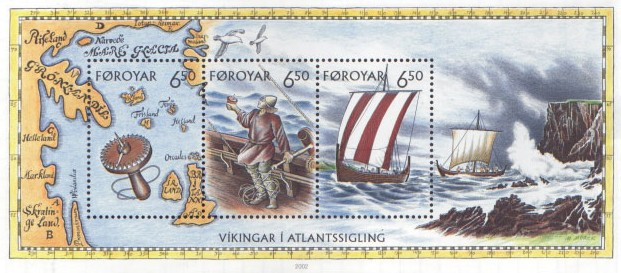
Briefmarke mit Skálholt-Karte

### Skandinavier (um 875–1000)
Der erste Europäer, der das nordamerikanische Festland gesichtet hat, dürfte Bjarni Herjúlfsson gewesen sein. Er kam 986 auf der Fahrt von Island nach Grönland vom Kurs ab und berichtete später von „bewaldeten Hügeln im Westen“. Das gesichtete Land erkundete er aber nicht weiter. Da aber auch Grönland geographisch zum nordamerikanischen Kontinent gehört, kann bereits Gunnbjörn Úlfsson als dessen Entdecker (um 875) gelten. Von ihm wird berichtet, dass er als erster die nach ihm benannten Gunnbjarnarsker (Gunbjörnsschären) an der grönländischen Küste sichtete. Dies führte später zur Besiedlung Grönlands. Ob Gunnbjörn auch das amerikanische Festland erreichte, ist ungewiss.
Nach heutigen Erkenntnissen war Leif Eriksson der erste Europäer, der im Jahr 1021 das amerikanische Festland betrat. Die Einzelheiten sind unterschiedlich überliefert. Bei L’Anse aux Meadows auf Neufundland wurden im 20. Jahrhundert archäologische Funde gemacht, die den Grænlendingarn, das heißt skandinavischen Bewohnern Grönlands, zugeordnet werden. Die Münze von Maine kam wohl von dort über Handelswege der Ureinwohner zu ihrem Fundort. Gemäß den „Vinland-Sagas“, die von den Entdeckungsfahrten der Grænlendingar berichten, benannten sie entdeckte Küstenabschnitte in Helluland, Markland und Vinland. Die Zuordnung dieser Gebiete ist umstritten und reicht von der Baffininsel und Labrador bis hin nach Neuschottland oder Massachusetts.
Auf weiteren Expeditionen, unter anderem von Leifs Bruder Thorvald, kam es zu Begegnungen mit Einheimischen. Die Grænlendingar nannten die amerikanischen Ureinwohner Skraelinger („Schwächlinge“ oder „hässliche Menschen“). Nach 1020 begab sich der Grænlendingar Thorfinn Karlsefni nach Vinland, um dort eine Siedlung zu gründen. Frauenmangel und Kämpfe mit den Skraelingern bewogen die Grænlendingar dazu, Vinland nach wenigen Jahren wieder zu verlassen.
Archäologisch lässt sich seit 2021 die Anwesenheit von Europäern für das Jahr 1021 dendrochronologisch nachweisen.
Dass die Grænlendingar auch weiter ins Landesinnere vordrangen, ist unwahrscheinlich. Der 1898 in Minnesota gefundene Runenstein von Kensington wird als Fälschung angesehen.

### Kontakte über die Beringstraße nach Alaska
Kontakte auf die eurasischen Landmasse sind bereits vor Ankunft der ersten europäischen Entdecker an venezianischen Glasperlen, die zwischen 1400 und 1480 vermutlich aus Sibirien über die Beringstraße nach Alaska gekommen sind, festzustellen.

Erste Reise von Kolumbus (span. Grafik)

### Christoph Kolumbus (1492)
Christoph Kolumbus stieß auf Amerika bei dem Versuch, Indien (bzw. Ostasien) durch Überquerung des Atlantischen Ozeans zu erreichen.
Um die Jahreswende 1487/88 hatte der Portugiese Bartolomeu Diaz als erster Europäer die Südspitze Afrikas umsegelt; der weitere Weg nach Indien war aber bis 1498 unerforscht.

### Giovanni Caboto (1497)
Der italienische Forscher und Seefahrer Giovanni Caboto (engl. John Cabot) trat 1484 in englische Dienste. König Heinrich VII. beauftragte ihn 1496 mit der Suche eines Westwegs in das Kaiserreich China. In Begleitung seines Sohns Sebastiano trat er die Reise an und entdeckte dabei am 24. Juni 1497 das nordamerikanische Festland, wobei es sich wahrscheinlich um Labrador handelte. Caboto hatte einen Brief für den chinesischen „König“ dabei, der aber nie ankam, da er und vier seiner Schiffe auf seiner zweiten Reise über den Atlantik 1498 verschwanden.

### Vasco Núñez de Balboa (1513)
Erste Kartografen wie Martin Waldseemüller ordneten die neu entdeckten Atlantikküstenabschnitte Amerikas schon einem neuen Kontinent „America“ zu, bevor der erste Beweis erbracht war, dass Amerika ein Kontinent ist. Diesen erbrachte am 25. September 1513, vormittags um elf Uhr, Vasco Núñez de Balboa nach einer verlustreichen Expedition durch Panama, als er als erster Europäer den Pazifik vom amerikanischen Festland aus erblickte. Die Kontinent-Eigenschaft hatte schon vor ihm Amerigo Vespucci postuliert, nachdem er durch genaue Beobachtungen deutliche Eigenheiten von Fauna und Flora Amerikas festgestellt hatte.

## Ungesicherte Berichte

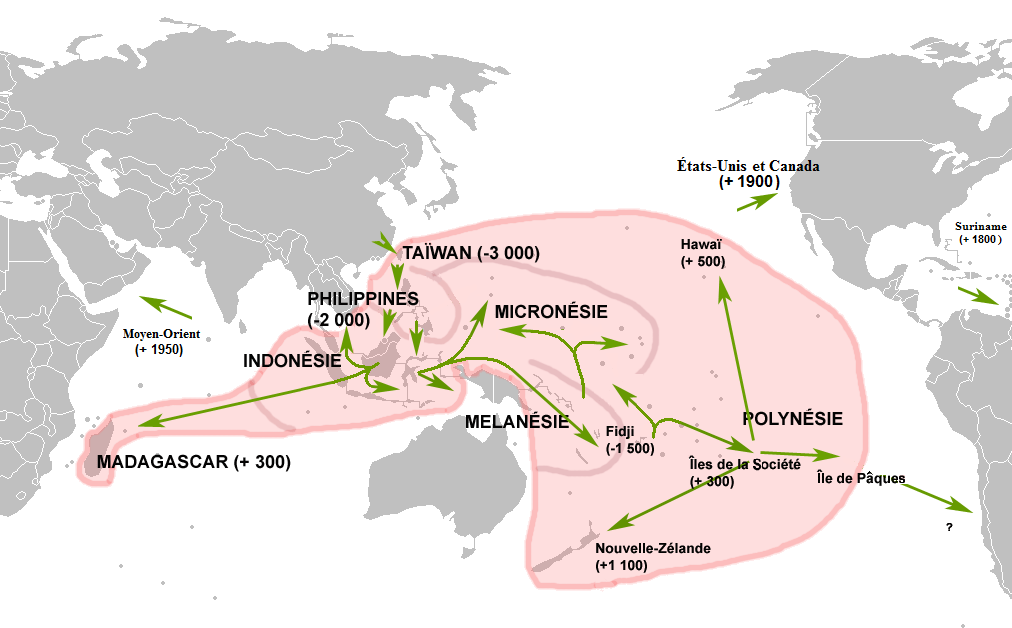
Die alten Polynesier gelten als hervorragende Seefahrer (frz. Grafik).

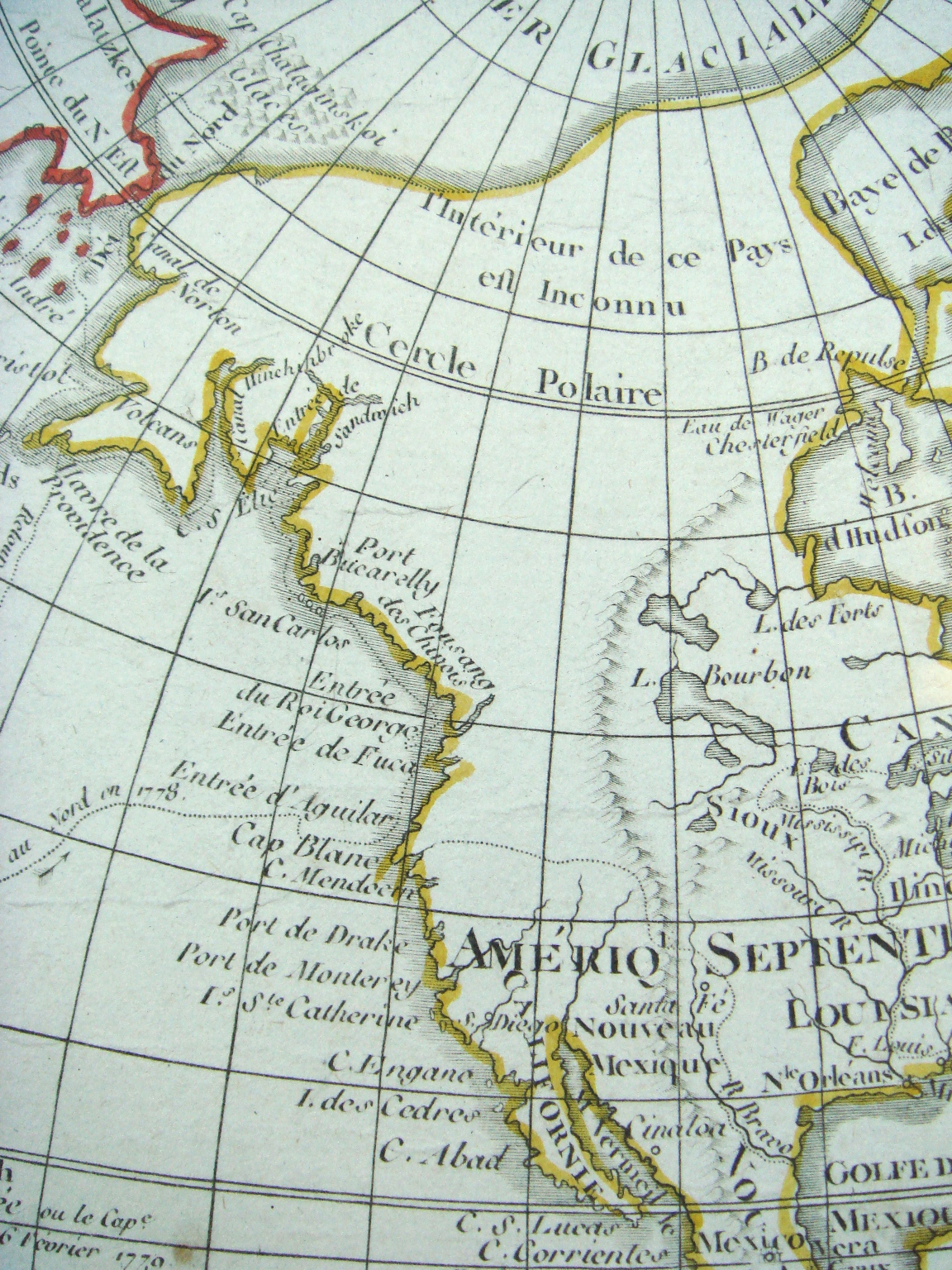
Diese französische Amerika-Karte von 1792 lokalisiert das Fousang der Chinesen etwa im Gebiet des heutigen British Columbia.

Neben der ursprünglichen Besiedlung und den genannten Fahrten gibt es eine Vielzahl von Hypothesen und Spekulationen über andere präkolumbianische Expeditionen nach Amerika.
Keine dieser Hypothesen gilt in der historischen Forschung der Westlichen Welt als hinreichend belegt oder gesichert.

### Ungesicherte Berichte (Pazifik)

#### Präkolumbische Besiedlung Amerikas
Einige Ethnologen, Anthropologen und Altamerikanisten (z. B. Robert von Heine-Geldern, Gordon F. Ekholm und Paul Kirchhoff) gelangten aufgrund ihrer Arbeiten zur Auffassung, die Entstehung und Entwicklung alter Kulturen Mittelamerikas sei durch transpazifische Kontakte mit Besuchern aus der Alten Welt (insbesondere Asien) beeinflusst worden.

#### Polynesier
Ausgegrabene Hühnerknochen aus dem 14. Jahrhundert sprechen dafür, dass das Haushuhn von Polynesien nach Südamerika kam. Die Süßkartoffel hingegen kam von Amerika nach Polynesien, und es wurde angenommen, dass dies um das Jahr 1000 geschah. Beide Verbreitungen können auch natürlichen Mechanismen (z. B. Treibgut in Meeresströmungen) zugeschrieben werden, aber transpazifische Seefahrt erscheint wahrscheinlicher. Untersuchungen von 2018 hingegen ergaben, dass die Süßkartoffel schon vor der menschlichen Besiedlung auf Inseln Polynesiens heimisch war. Genetische Untersuchungen an Einwohnern der Osterinsel lassen darauf schließen, dass ein erster Kontakt zwischen der Osterinsel und Südamerika zwischen 1310 und 1420 stattfand.

### Ungesicherte Berichte (Atlantik)

Am Sahara-Sand sieht man den „zwangsläufigen“ Hinweg über den Atlantik …

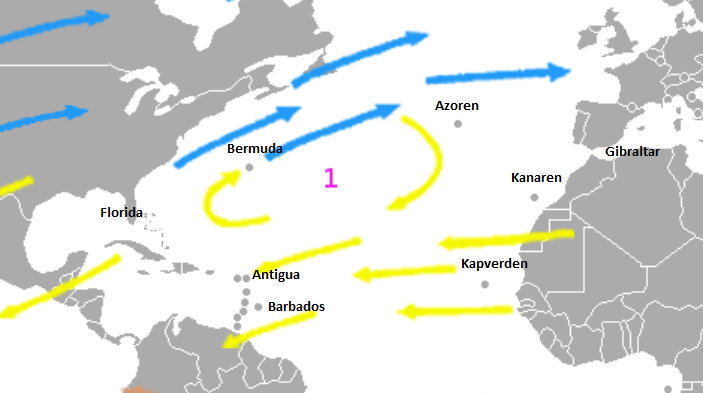
… auch der Rückweg wird von Westwinden unterstützt

#### Vorgeschichte
Der norwegische Anthropologe Thor Heyerdahl zeigte 1970, dass eine Überquerung des Atlantiks mit einem Schilfboot, wie es im Alten Ägypten üblich war, möglich ist.
Felszeichnungen und andere Funde in der Serra da Capivara werden als Hinweis auf eine Besiedelung vor mehr als 20.000 Jahren interpretiert, die möglicherweise mit dem Südäquatorialstrom aus Westafrika erfolgte.

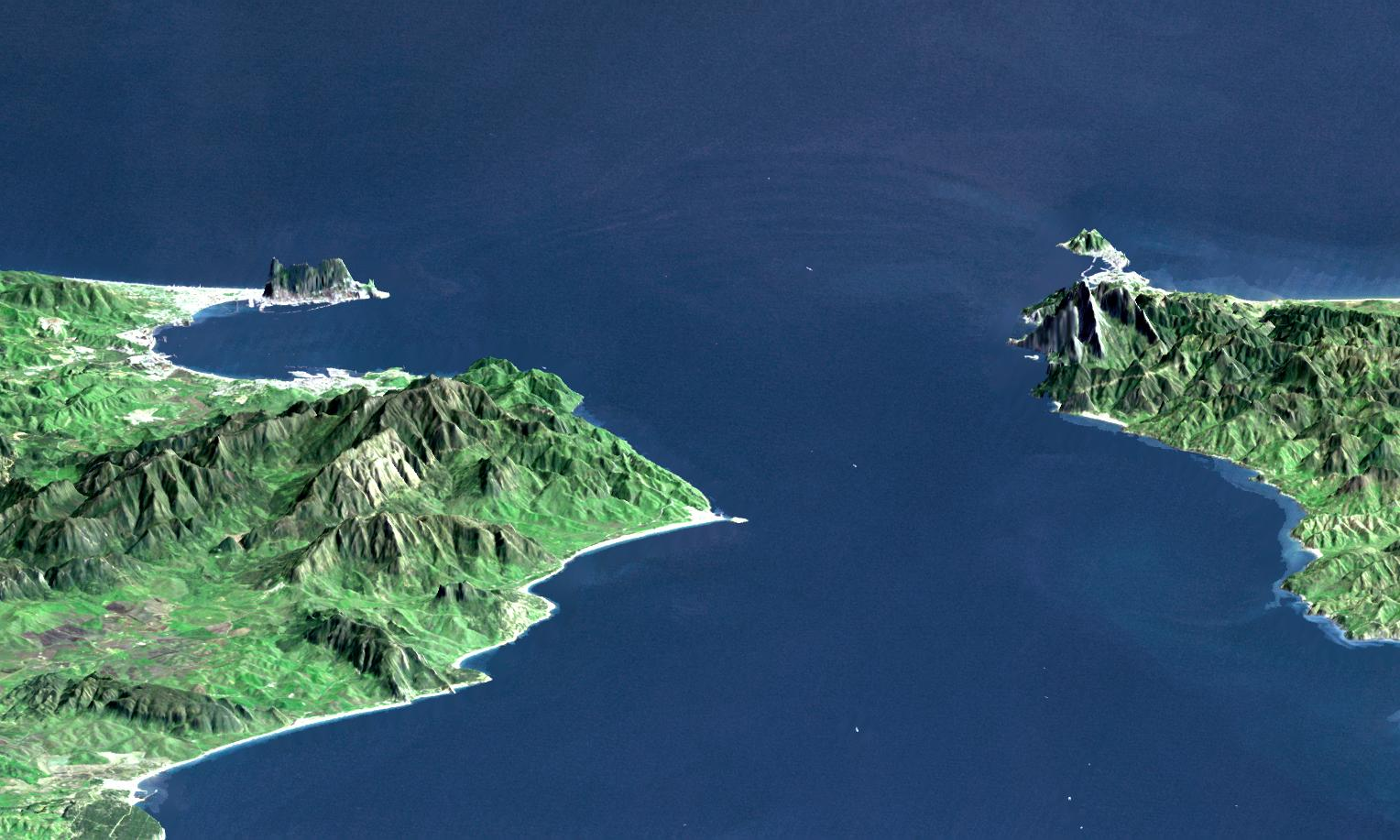
Straße von Gibraltar (links Europa, rechts Afrika)

#### Phönizier
Sowohl Aristoteles als auch Diodorus geben an, die Phönizier seien bei ihren Fahrten jenseits der Säulen des Herakles auf eine größere Landmasse gestoßen.
Eine Zusammenarbeit der Phönizier mit den Kelten bei der Erkundung des Atlantiks und Südamerikas vertritt der Kulturwissenschaftler Hans Giffhorn.

#### Muslime

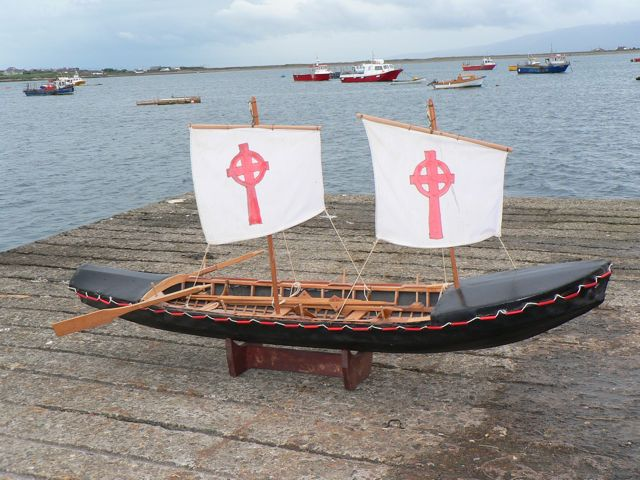
Modell eines ozeantauglichen Curragh

Der arabische Geograph al-Mas'udi (um 895–957) berichtete, der Andalusier Chaschchasch ibn Said ibn Aswad habe 889 den Atlantik überquert.

#### Abubakari II.
Diskutiert werden auch Berichte einer möglichen Entdeckungsfahrt des quellenmäßig nicht greifbaren malischen Königs Abubakari II. Anfang des 14. Jahrhunderts.

#### Madoc
Nach einer wahrscheinlich erst Ende des 16. Jahrhunderts entstandenen Legende soll Madoc, ein walisischer Prinz, um 1170 in Amerika gelandet sein und dort auch Siedlungen gegründet haben.

#### Heiliger Brendan im 6. Jahrhundert
Der Historiker und Schriftsteller Tim Severin hat 1977 mit einem Curragh bewiesen, dass die Reise des Heiligen Brendan bis nach Nordamerika möglich war, wie man es aus der Navigatio Sancti Brendani interpretieren kann.

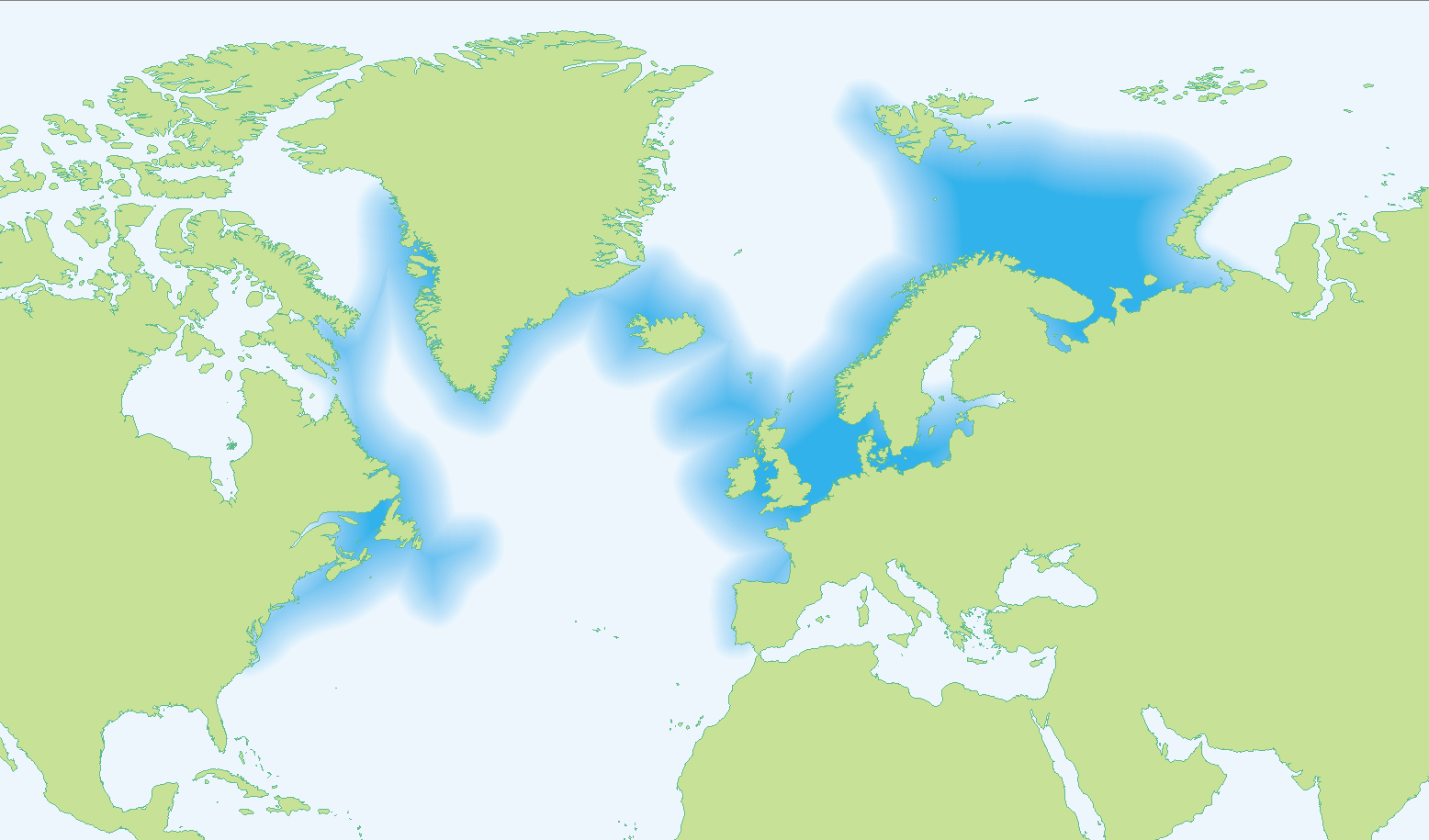
Verbreitung des Kabeljau

#### Paul-Knudson-Expedition 1355–1363
Um den abgerissenen Kontakt zu den Grænlendingar, den Nachkommen norwegischer Wikinger auf Grönland, wiederherzustellen, hatte König Magnus Eriksson 1355 eine norwegisch-schwedische Expedition unter dem Kommando Paul Knudsons ausgeschickt. Die Expedition fand die Siedlungen auf Grönland verlassen vor und kehrte um 1363 erfolglos nach Schweden zurück. Dem norwegischen Skandinavisten Hjalmar Rued Holand zufolge soll Knudson auf der Suche nach den Verschollenen den nordamerikanischen Kontinent erreicht haben, wo er selbst verscholl. Der wiederholt zur Stützung dieser These angeführte Runenstein von Kensington hat sich jedoch als Fälschung erwiesen. Nur Magnus’ Befehl an Knudson, sich zur grönländischen Westsiedlung zu begeben, ist erhalten geblieben.

#### Sinclair im 14. Jahrhundert
Auch eine 1398 von Henry St. Clair (1345–1400) durchgeführte Reise nach Amerika wird als Legende angesehen.

#### Basken im 15. Jahrhundert
Bereits im 15. Jahrhundert sollen baskische Seefahrer Wale und Kabeljau bei Neufundland gefangen haben.

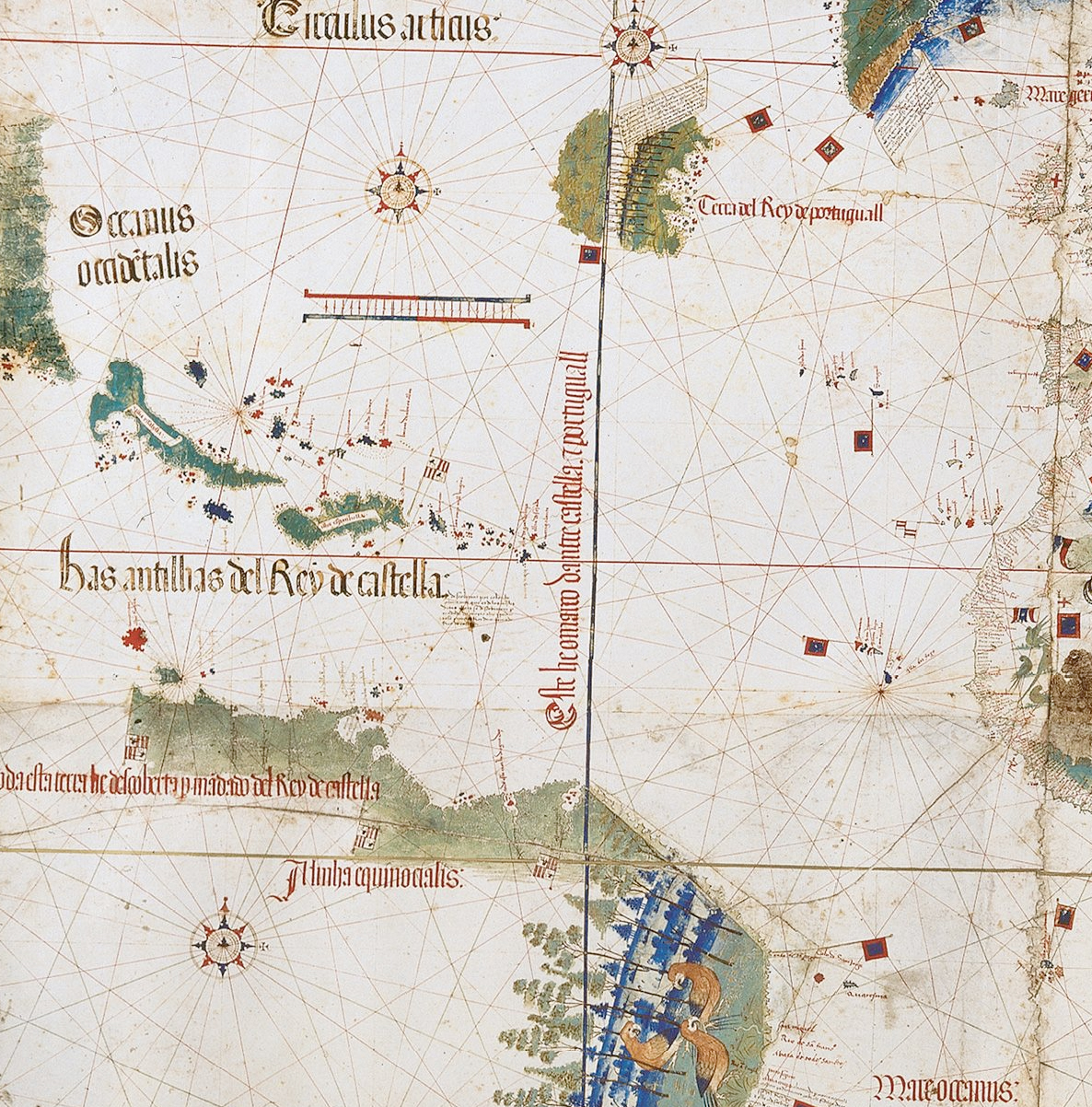
Detail der für Alberto Cantino, vermutlich in Lissabon als eine Kopie vom portugiesischen Padrão Real angefertigte Karte von 1502. Neufundland liegt östlich der Tordesillas-Linie im Rechtsbereich der portugiesischen Krone und wird bezeichnet als Terra del Rey de Portugall (Land des Königs von Portugal).

#### Dänisch-portugiesische Expedition von 1473
Der Geschichtsschreiber Cordeiro berichtet vom Portugiesen João Vaz Corte-Real, er habe 1473 in einer gemeinsamen portugiesisch-dänischen Expedition Neufundland (Terra (Nova) do Bacalhau) und Grönland erreicht. Der polnische Historiker Joachim Lelewel (1786–1861) behauptete, Corte-Real und der Navigator Johannes Scolvus seien unter dem Kommando der deutschen Seefahrer Didrik Pining und Hans Pothorst 1473 im Auftrag König Christians I. von Dänemark und Norwegen und auf Bitten des portugiesischen Königs Alfons V. hin von Norwegen aus nach Westen mit dem Ziel Grönland in See gestochen.
Für eine Ankunft der kleinen Flotte an der heutigen kanadischen Küste gibt es aber keinerlei Beweise. Corte-Reals Berichte von dem armen Land jenseits des Atlantiks sollen mit ein Grund gewesen sein, weshalb Portugal Christoph Kolumbus keine Expedition Richtung Westen finanziert hat. Das Erdbeben von Lissabon 1755 zerstörte die portugiesischen Archive, wobei eventuelle Beweise für die Reise womöglich vernichtet wurden.
Als Hinweis für die Neufundlandreisen von João Vaz Corte-Real wird die Benennung Neufundlands auf nautischen Karten um 1500 als „Terra Corterealis“ oder „Terra dos Corte Reais“ (Land der Corte-Real) angeführt. Diese Benennung kann aber genauso auf seine Söhne zurückgeführt werden, die 1500/01 für die portugiesische Krone nach Neufundland segelten: Gaspar und Miguel Corte-Real. In der Legende der Cantino-Planisphäre ist zu lesen: „Esta terra he decober per mandado do muy alto exçelentissimo príncipe Rey don manuell Rey de portuguall a qual descobrio Gaspar corte Real …“ In St. John’s (Neufundland) erinnert heute ein Denkmal an Gaspar Corte-Real.
Außerhalb Portugals teilten nur wenige Wissenschaftler, so zum Beispiel der dänische Historiker Sofus Larsen (1919/25), die Auffassung, dass der Bericht über die Reise von 1473 realistisch sei. Im Bremer Haus des Glockenspiels werden auf einer Gedenktafel Pining und Pothorst als „Bezwinger des Ozeans“ geehrt, die Nordamerika erreicht haben sollen.

#### Kaufleute aus Bristol vor Caboto in Neufundland
John Day, ein Kaufmann aus Bristol, behauptete in einem Brief an Columbus aus dem Jahr 1498, man nehme als gesicherte Tatsache an, dass das Land, welches John Cabot entdeckte, „zu anderen Zeiten von Leuten aus Bristol gefunden und entdeckt wurde, die Brasilien fanden, wie euer Gnaden wohl wissen. Man nannte es die Insel Brasilien und nimmt an und glaubt, dass dies das Festland ist, das die Leute aus Bristol fanden.“ Die „Insel Brasilien“ (Ysle de Brasil) ist eine Phantominsel, angeblich westlich von Irland gelegen, die in verschiedenen spätmittelalterlichen Quellen erwähnt wird. Auf Grundlage dieser Quelle wird argumentiert, dass es in Wahrheit Engländer waren, die zwischen 1480 und 1494 Amerika entdeckten.

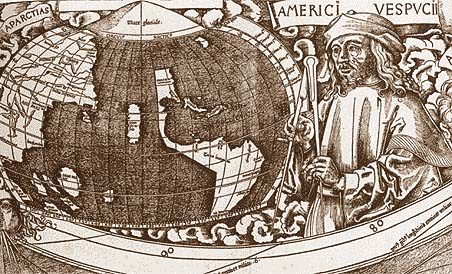
Ausschnitt aus der Waldseemüller-Karte

#### Vespucci 1497
Amerigo Vespucci berichtete, er sei schon im Juni 1497 in Mexiko gewesen. Damit wäre er vielleicht der erste christliche Europäer, der den amerikanischen Doppelkontinent betrat.
Martin Waldseemüller, der sich hauptsächlich auf Vespucci und die mysteriöse Caveri-Karte berief, hatte schon erstaunlich genaue Vorstellungen von Mittelamerika und dem dahinterliegenden Ozean.

## Umstrittene Karten

### Zeno-Karte
In den Jahren 1388 und 1390 wollen die venezianischen Zeno-Brüder Fahrten im Nordatlantik unternommen haben. Dabei sollen sie die nordamerikanische Küste bei Neuschottland gesehen und Drogno genannt haben. Die von ihnen angeblich angefertigte Zeno-Karte halten Historiker heutzutage überwiegend für eine Fälschung.

### Vinland-Karte

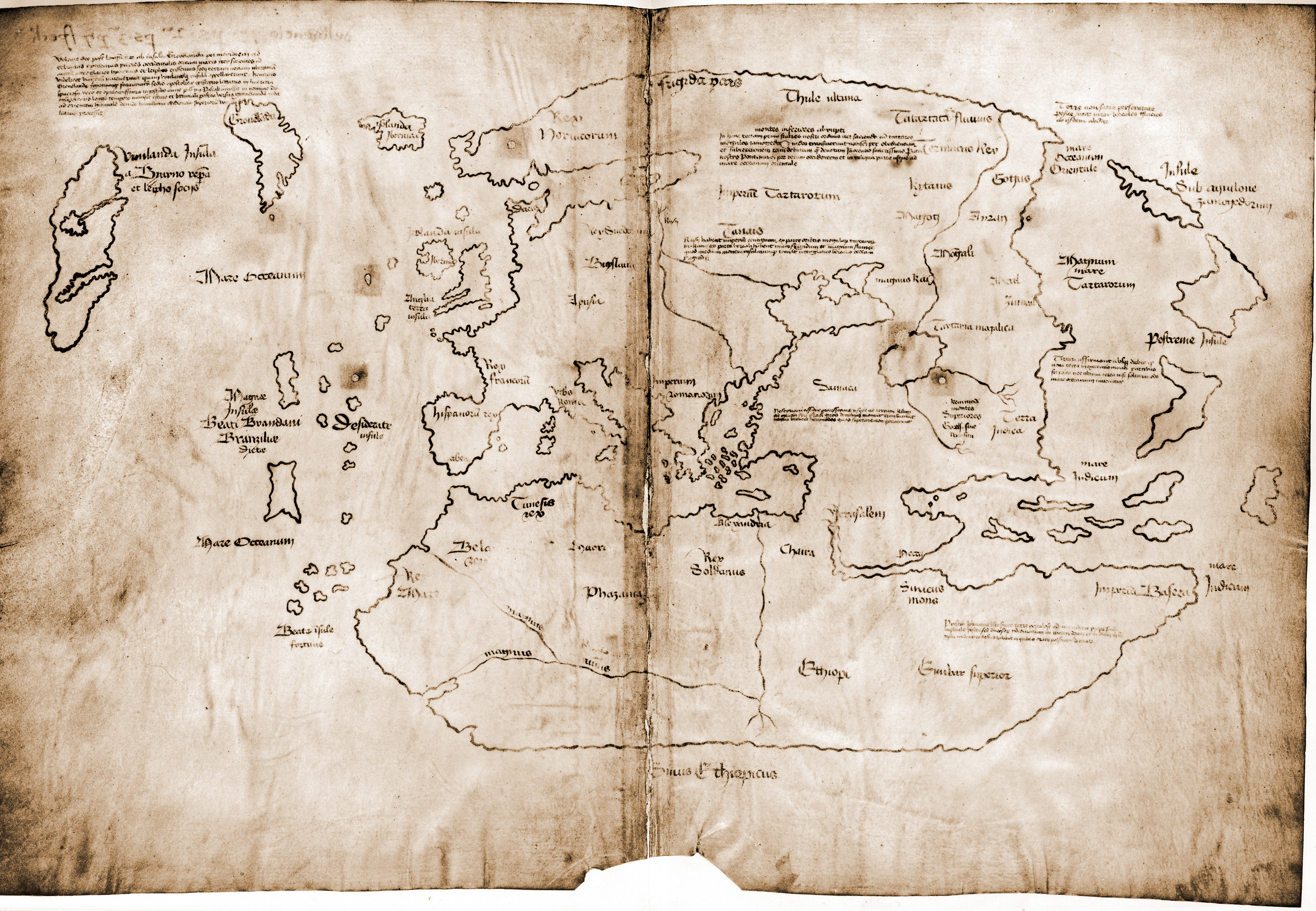
Vinland-Karte

Die Vinland-Karte ist eine der umstrittensten Landkarten der Erde. Sie zeigt im Nordatlantik die Inseln Island, Grönland und Vinland, letztere mit der Anmerkung „von den Gefährten Bjarni und Leif entdeckt“. Grönland ist bereits als Insel in einer ähnlichen wie der heute bekannten Form dargestellt. Die Herkunft der Karte lässt sich nur bis ins Jahr 1957 zurückverfolgen, doch konnte das Pergament mit der Radiokarbonmethode auf 1434 datiert werden. Die Zeichnungen allerdings wurden mit einer Tinte angefertigt, die Titandioxid enthielt – was erst seit 1924 industriell hergestellt wird und regelmäßig in Tinte Verwendung findet. Somit wurde die Karte als Fälschung eingestuft. Neuere Forschungen allerdings erwiesen, dass Tinte, die das seltene natürlich vorkommende Titandioxid enthält, vereinzelt schon im 14. Jahrhundert genutzt wurde. Dadurch flammte der Streit um die Karte wieder auf.

### Karte des Piri Reis

Karte des Piri Reis

1929 wurde in Istanbul die Karte des Piri Reis, eine Seekarte des Atlantiks, entdeckt. Diese Karte des osmanischen Admirals Piri Reis stammt vermutlich aus dem Jahr 1513. Er selbst gab an, dass er für die Erstellung seiner Landkarte ca. zwanzig verschiedene Karten als Grundlage verwendet habe. Auf der Karte sind Länder eingezeichnet, die zu seiner Zeit noch nicht entdeckt waren. Während Nordamerika nicht eingezeichnet war, ist Südamerika sehr genau abgebildet. Mittelamerika und die Karibik wurden übergroß dargestellt. Piri Reis hat bei der Abzeichnung einige Fehler gemacht, so wurde z. B. der Amazonas doppelt und Kuba senkrecht gezeichnet. Nebenbei sind auch Tiere abgebildet, wie zum Beispiel Affen in Südamerika und Papageien auf den karibischen Inseln. Es wurde nicht angegeben, woher Piri Reis die Karten hatte und aus welchem Jahr sie stammten.

## Umstrittene Theorien

### Chinesen
Nach einer Lesart alter chinesischer Quellen durch den Linguisten und Abenteurer Charles Godfrey Leland (1824–1903) aus dem 19. Jahrhundert soll der buddhistische Missionar Hui Shen von China kommend 499 den amerikanischen Kontinent nördlich von Kalifornien erreicht haben und ihn als Fusang (auch Fousang) bezeichnet haben. Lelands Theorie stieß schon zu seinen Lebzeiten auf Ablehnung.
Der britische Schriftsteller und Marineoffizier Gavin Menzies stellte 2002 die Hypothese auf, dass im Jahr 1421 eine große chinesische Flotte unter den Admiralen Zhou Man, Zhou Wen und Hong Bao aus dem Gefolge Zheng Hes Amerika entdeckt habe. Menzies Thesen werden von Fachhistorikern als Fiktion abgelehnt.

### Muslime
Die Theorie der Entdeckung Amerikas durch Muslime hat viele Vertreter, die Artikel und Bücher darüber schrieben, allerdings ist die Behandlung des Wissenschaftshistorikers Fuat Sezgin am stärksten und ausführlichsten.
Die Schriftstellerin und Hobbyhistorikerin Luisa Isabel Álvarez de Toledo y Maura (1936–2008) vertrat aufgrund ihrer Forschungen in dem Privatarchiv des Hauses Medina Sidonia die Meinung, dass Amerika lange vor Kolumbus von arabisch-andalusischen Seefahrern, von Marokkanern und afrikanischen Muslimen entdeckt wurde, die Handel mit Häfen in Brasilien, Guyana und Venezuela getrieben hätten.

### Phönizier
Die vielfach für eine Fälschung gehaltene phönizische Inschrift (Inschrift von Parahyba), die im brasilianischen Paraíba gefunden worden sein soll, gab Anlass zu der – u. a. von dem Orientalisten Cyrus H. Gordon (1908–2001) vertretenen – Annahme, die Phönizier hätten den Atlantik überquert.

## Kritik am Begriff der „Entdeckung“ Amerikas
Am Begriff der „Entdeckung“ Amerikas wird kritisiert, dass er ausschließlich aus der europäischen Perspektive formuliert wurde und die Sichtweise der dort lebenden Völker, die Amerika nicht erst „entdecken“ mussten, ignoriert. Der Linguist und Philosoph Noam Chomsky schrieb: „Die Redewendung von der ‚Entdeckung‘ Amerikas ist ganz offensichtlich falsch. Was da entdeckt wurde, war ein Amerika, das bereits Tausende von Jahren vorher von den Einwohnern dort entdeckt worden war. Folglich handelte es sich um eine Invasion Amerikas…“ Die mexikanische Regierung gab 1984 nach Beratung durch eine nationale Historikerkommission eine Erklärung heraus, in der sie eine Revision der Begriffe „Entdeckung“ und „Eroberung“ Amerikas verlangte, weil diese Begriffe nur die Europäer als Handelnde, die indigene Bevölkerung hingegen als passiv Erleidende darstellten. Sie empfahl stattdessen die Verwendung des Begriffs encuentro de culturas (dt.: Zusammenprall/Begegnung der Kulturen). Seit den frühen 1990er Jahren haben Historiker „Entdeckung“ zunehmend durch den Begriff „Begegnung“ ersetzt. Dieser wird als neutraler angesehen und impliziert, anders als die im Begriff „Entdeckung“ angedeutete Subjekt-Objekt-Beziehung, eine Wechselwirkung.